# منقر
المنقُر أو المنقور أو المانغير (وحتى سميت أحيانا بالبل) هي عملة نقدية نحاسية أو برونزية عثمانية كانت متداولة في جميع أنحاء الدولة العثمانية منذ القرن الرابع عشر، سكت من أجل الاستخدام في المعاملات اليومية الصغيرة وكانت تمثل أجزاء أصغر من الآقجة الفضية التي كانت الوحدة الحسابية الأساسية في التعاملات المالية.

## التاريخ

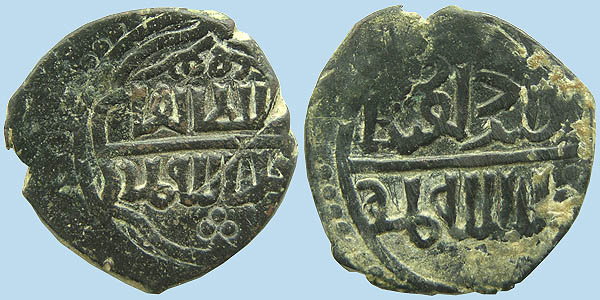
منقور ضرب في عهد مراد الأول

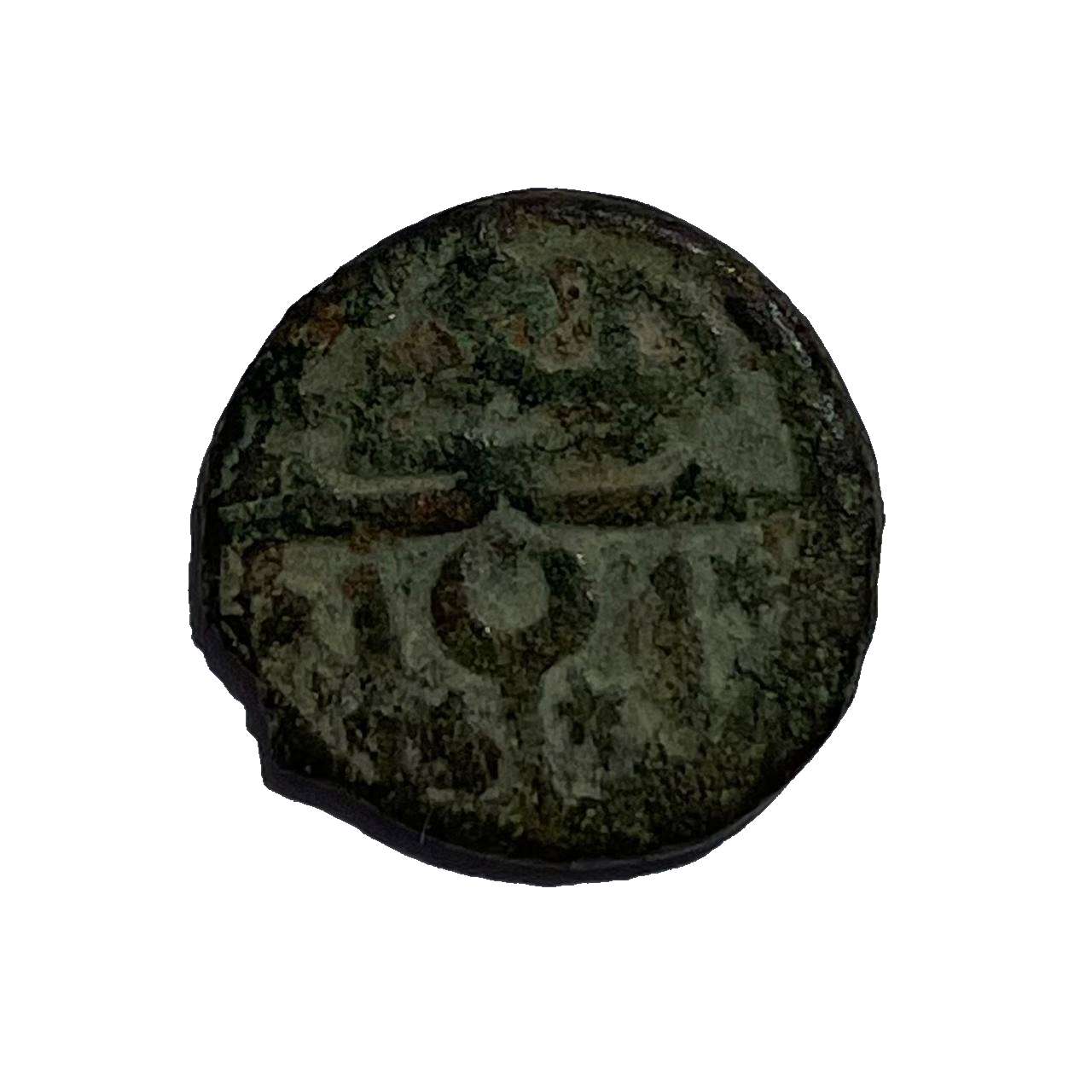
منقر ضرب في عهد مراد الثاني

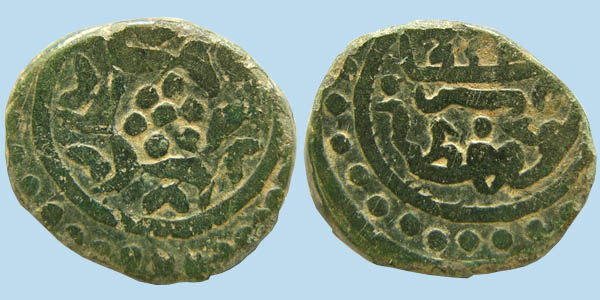
منجير ضرب في القسطنطينية سنة 942 هـ (1564م) في عهد سليمان القانوني

المنقر يعني "النحاس أو العملات المعدنية الصغيرة" في اللغة التركية العثمانية. بدأ سك العملات الأولى في عهد مراد الأول (1362-1389)، ولكن هناك بعض الأمثلة المنسوبة إلى عهد أورخان غازي (1324-1362). أنتج المنقر في إسطنبول وأدرنة وبعض المدن الأناضولية حيث توجد مناجم النحاس. في عهد محمد الثاني، كانت توجد دور سك للعملة في أدرنة وبورصة وأماسية، وآيا سلوق [الإنجليزية] وأنقرة وبولو وصور وقسطمونة وقره حصار (أفيون)، وسيرس.
كانت سلطة سك العملات النحاسية تُمنح عادةً في المزاد العلني للحرفيين المحليين؛ ثم تولى حرفي واحد احتكار سك العملة لمدة ثلاث سنوات. على الرغم من أن مناجم النحاس والمنغنيز كانت تحت سيطرة السلطات، فقد ظهرت العديد من عمليات التزوير خلال القرن السابع عشر، لدرجة أن سك العملة الرسمي توقف تقريبًا. في عام 1691، ألغى أحمد الثاني المنقر وحل محلها عملة البارة عند الإصلاح النقدي وإنشاء الليرة العثمانية. ومع ذلك، فإن أحد آخر قطع المنقر النقدية المسكوكة يعود تاريخها إلى عام 1789، وقد أصدرت في إيالة طرابلس الشام، في عهد سليم الثالث، وتبلغ قيمته ثمانين جزءًا من القرش وتزن 2.36 غرام.
كان أكبر الوحدات وزنًا درهما واحدا أو 3.2 جرامًا، وأصغرها 1/3 درهم.
يستخدم الناس المنقر محليًا في مشترياتهم اليومية: على سبيل المثال، إذا كان الكيلوغرام الواحد من الخبز يساوي آقجة واحدة في عام 1600، كان من الضروري دفع ربع الخبز بالمنقر، وكان هناك حاجة إلى 4 مناقير لسداد آقجة واحدة. كانت لهذه العملات قيمة تحريرية محدودة، أي أنه يمكن رفضها بعد مبلغ معين.